# 牛久站
牛久站（日语：／ Ushiku eki */?）位于茨城县牛久市，是东日本旅客铁道（JR東日本）管辖的鐵路車站。

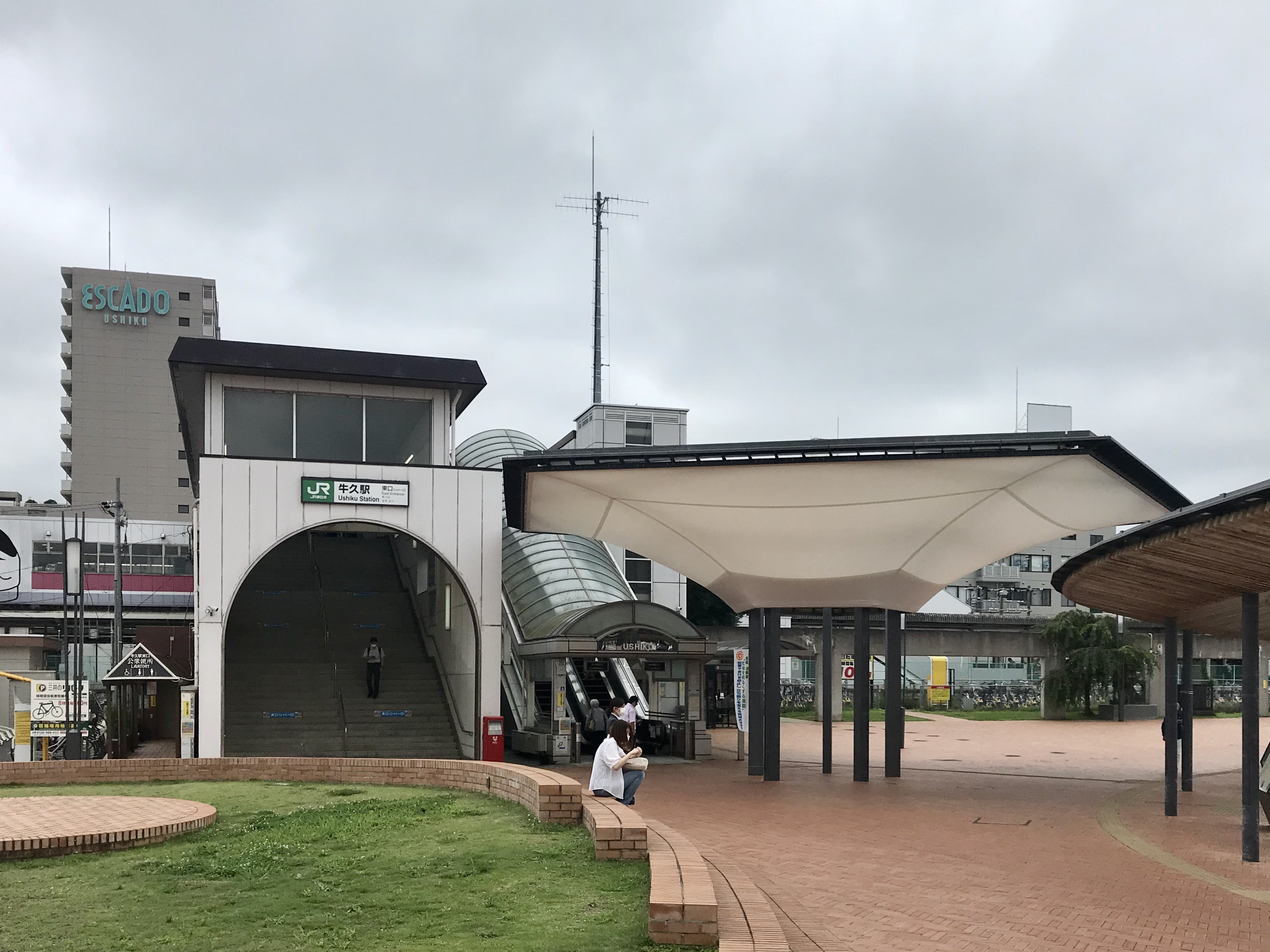
東口（2020年7月）

## 历史
- 1896年12月25日 - 作为日本铁道车站投入运营。
- 1909年10月12日 - 线路名制定，归属常磐线。
- 1971年10月1日 - 停止办理货运业务。
- 1984年7月 - 跨线式站房（现有站房）建成。
- 1987年4月1日 - 国铁分割民营化后成为JR东日本车站。
- 2001年11月18日 - 本站支持使用Suica。
- 2007年12月1日 - 更换发车音乐。

## 车站结构

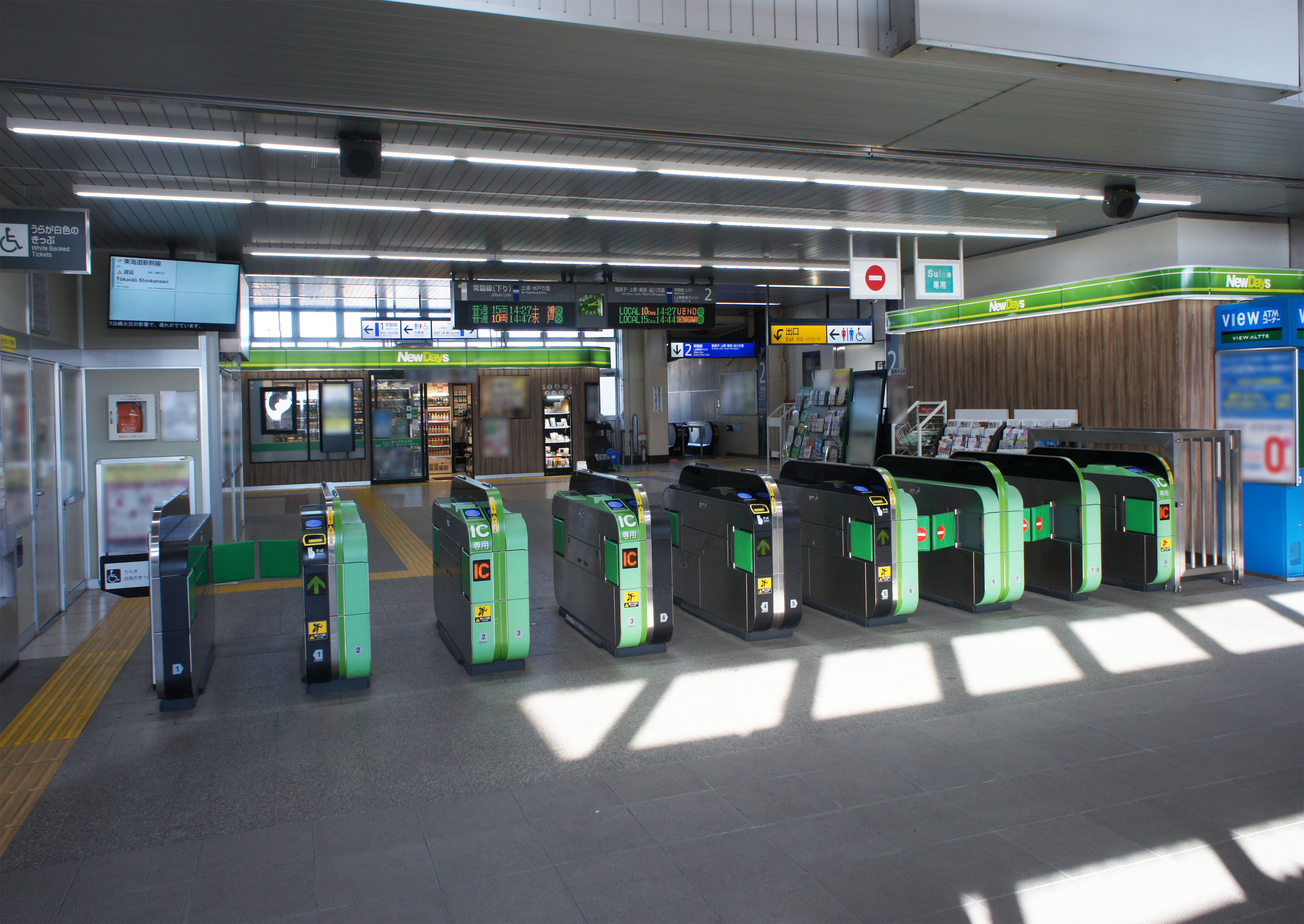
驗票口（2022年1月）

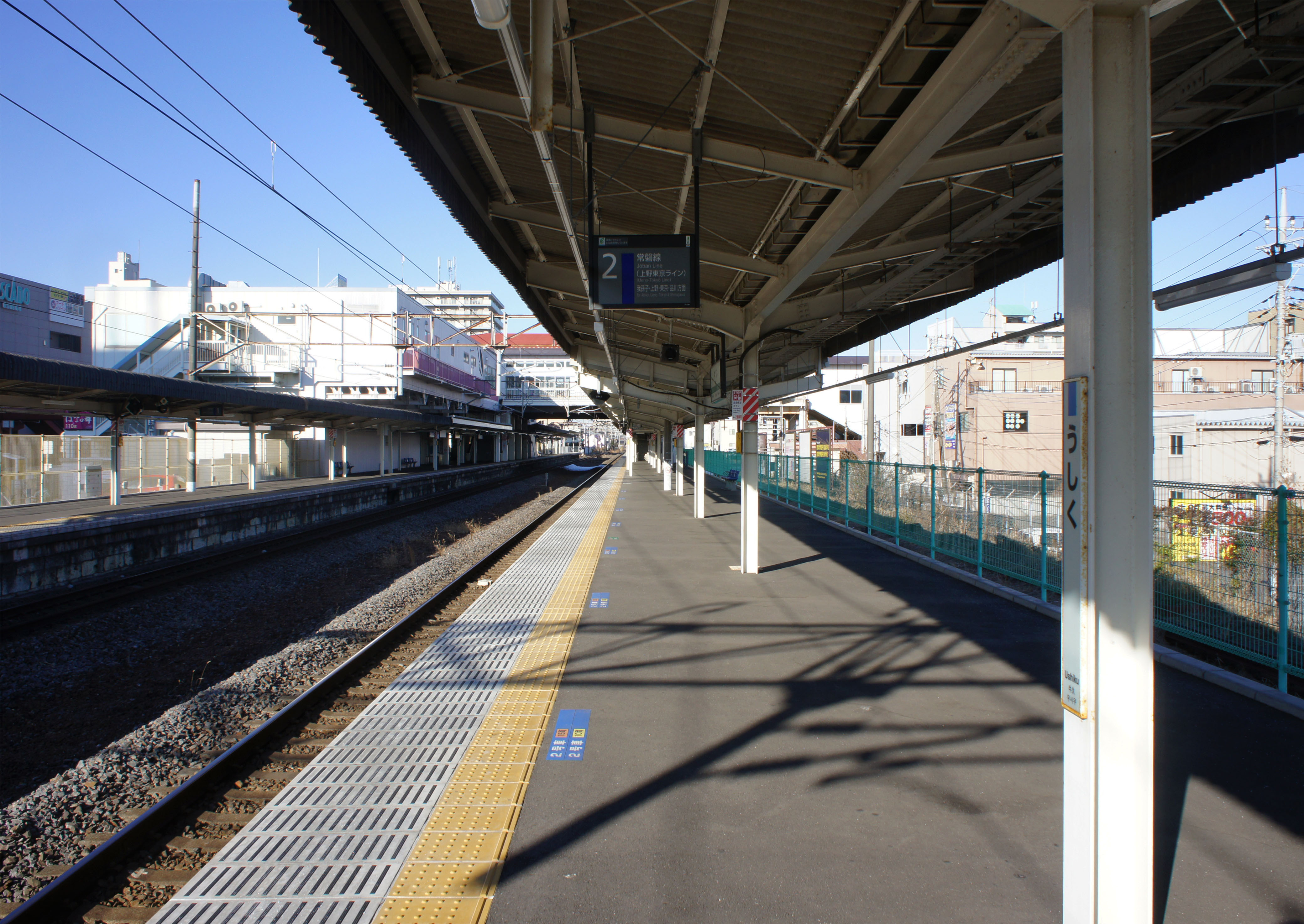
月台（2022年1月）

侧式站台2台2线的地上车站。跨线式站房。直营站，管理站。管理常陆野牛久站。设有绿色窗口（营业时间 8时00分 - 18时00分）、Suica自动闸机和指定席自动售票机。

### 站台配置
| 站台 | 路线    | 方向 | 目的地                                      |
| ---- | ------- | ---- | ------------------------------------------- |
| 1    | ■常磐線 | 下行 | 土浦、水户、日立、磐城方向                  |
| 2    | ■常磐線 | 上行 | 我孙子、上野、東京、品川方向 （上野东京线） |

（來源：JR東日本:車站構內圖 （页面存档备份，存于））

## 使用情况
根據JR東日本，2017年度（平成29年度）1日平均上車人次為12,895人。茨城縣常磐線車站當中次於龍崎市站排行第6位。近年由於團塊世代逐步退休，以及都心回歸的影響，使用人數有減少傾向，比2000年度減少近1萬人。
近年的推移如下表。
| 上車人次推移       | 上車人次推移     | 上車人次推移    |
| 年度               | 1日平均 上車人次 | 來源            |
| ------------------ | ---------------- | --------------- |
| 2000年（平成12年） | 21,644           | [ 利用客数 2 ]  |
| 2001年（平成13年） | 20,748           | [ 利用客数 3 ]  |
| 2002年（平成14年） | 19,870           | [ 利用客数 4 ]  |
| 2003年（平成15年） | 19,108           | [ 利用客数 5 ]  |
| 2004年（平成16年） | 18,553           | [ 利用客数 6 ]  |
| 2005年（平成17年） | 17,881           | [ 利用客数 7 ]  |
| 2006年（平成18年） | 17,138           | [ 利用客数 8 ]  |
| 2007年（平成19年） | 16,722           | [ 利用客数 9 ]  |
| 2008年（平成20年） | 16,111           | [ 利用客数 10 ] |
| 2009年（平成21年） | 15,333           | [ 利用客数 11 ] |
| 2010年（平成22年） | 14,691           | [ 利用客数 12 ] |
| 2011年（平成23年） | 13,922           | [ 利用客数 13 ] |
| 2012年（平成24年） | 13,789           | [ 利用客数 14 ] |
| 2013年（平成25年） | 13,826           | [ 利用客数 15 ] |
| 2014年（平成26年） | 13,360           | [ 利用客数 16 ] |
| 2015年（平成27年） | 13,333           | [ 利用客数 17 ] |
| 2016年（平成28年） | 13,123           | [ 利用客数 18 ] |
| 2017年（平成29年） | 12,895           | [ 利用客数 1 ]  |
| 2018年（平成30年） | 12,793           | [ 利用客数 19 ] |

## 相鄰車站
東日本旅客鐵道（JR東日本）
■常磐线 
特急列车“常陆”部分列车停车站
■特别快速、■普通
龍崎市－牛久－常陆野牛久

### 使用情况
1. 1 2  . 東日本旅客鉄道.   [2018-07-06]. （原始内容存档于2018-11-15）.
2. ↑  . 東日本旅客鉄道.   [2019-03-07]. （原始内容存档于2007-10-28）.
3. ↑  . 東日本旅客鉄道.   [2019-03-07]. （原始内容存档于2019-03-22）.
4. ↑  . 東日本旅客鉄道.   [2019-03-07]. （原始内容存档于2019-03-22）.
5. ↑  . 東日本旅客鉄道.   [2019-03-07]. （原始内容存档于2019-03-22）.
6. ↑  . 東日本旅客鉄道.   [2019-03-07]. （原始内容存档于2019-03-22）.
7. ↑  . 東日本旅客鉄道.   [2019-03-07]. （原始内容存档于2006-06-16）.
8. ↑  . 東日本旅客鉄道.   [2019-03-07]. （原始内容存档于2019-03-22）.
9. ↑  . 東日本旅客鉄道.   [2019-03-07]. （原始内容存档于2019-03-22）.
10. ↑  . 東日本旅客鉄道.   [2019-03-07]. （原始内容存档于2014-10-06）.
11. ↑  . 東日本旅客鉄道.   [2019-03-07]. （原始内容存档于2019-03-22）.
12. ↑  . 東日本旅客鉄道.   [2019-03-07]. （原始内容存档于2011-07-10）.
13. ↑  . 東日本旅客鉄道.   [2019-03-07]. （原始内容存档于2018-07-07）.
14. ↑  . 東日本旅客鉄道.   [2019-03-07]. （原始内容存档于2019-03-22）.
15. ↑  . 東日本旅客鉄道.   [2019-03-07]. （原始内容存档于2016-01-06）.
16. ↑  . 東日本旅客鉄道.   [2019-03-07]. （原始内容存档于2018-03-16）.
17. ↑  . 東日本旅客鉄道.   [2019-03-07]. （原始内容存档于2018-01-13）.
18. ↑  . 東日本旅客鉄道.   [2019-03-07]. （原始内容存档于2018-11-06）.
19. ↑  . 東日本旅客鉄道.   [2019-07-07]. （原始内容存档于2019-07-05）.

## 外部連結
- 車站資訊（牛久）：東日本旅客鐵道